# Jean-François de Massiet
Jean-François de Massiet (ou Massiette), né vers 1635 dans les Pays-bas espagnols et mort à Valenciennes le 20 avril 1676, est un militaire wallon servant dans l'armée espagnole. Il est connu pour avoir été le défenseur de Gray et de Lure,  lors de la conquête française de la Franche-Comté.

## Biographie
Il est le 4ème fils du chevalier Philippe de Massiet, Grand-Bailli de Chimai et de Marguerite Claire Kerremans. Sa famille est originaire d'Enghien.
À la tête de son régiment de 600 dragons il est envoyé en 1668 dans le comté de Bourgogne alors espagnol, au lendemain de la guerre de Dévolution. Il est sous les ordres directs du gouverneur du comté de Bourgogne et assure le maintien de l'ordre à divers endroits avec son régiment. En 1672, il est cantonné dans le village de Voray, où une partie de ses hommes vont se rendre coupables de pillages et d'exactions sur des civils de Devecey. À tort où a raison, ce dernier acquiert une réputation de rançonneur et de pilleur. 
En 1673, alors qu'il est gouverneur la ville de Poligny il se joint à Lacuzon pour réprimer la révolte comtoise pro-français mené par le marquis de Listenois. Ils le battent lors de la bataille de Saint-Lothain. Il est récompensé de son exploit en recevant le commandement de la ville de Gray, une des principales villes du comté de Bourgogne. 
En novembre 1673, il reçoit l'ordre de Madrid d'attaquer préventivement la France. Il lance alors une série de raids victorieux sur Dijon et Fayl-Billot. Il s'empare à  cette occasion de beaucoup de ressources et de bétails. A la toute fin de l'année 1674 il entreprend la même chose dans le sud de l'Alsace ou il bouscule les détachements français et menace même Belfort. Ces raids seront les rares succès comtois du conflit
Lorsque les Français arrivent en 1674, il les laisse franchir l'Ognon et prendre Pesmes sans intervenir, alors qu'il avait reçu la mission du gouverneur de garder ce cours d'eau. Cela lui sera plus tard reproché. Il va cependant défendre énergiquement la ville de Gray lors de son siège quelques jours après. Mais là aussi, il lui sera reproché de s'y être fait enfermer sans chercher à rompre l'encerclement. Il combat néanmoins bravement, l'épée à la main au milieu de ses hommes jusqu'au dernier moment. Il ne parvient pas malgré ses harangues, à empêcher la débandade générale de la garnison au soir décisif du 27 février. La ville capitule à l'aube.
Devant regagner les Pays-bas espagnols comme fixé dans les conditions de capitulation, il parvient à se soustraire a son obligation et à gagner Besançon avec une partie de son régiment. Il sera présent dans la cité lors de son siège ou il commande la cavalerie de la place. Mais pendant les combats, une partie de son régiment se mutine et certains sont exécutés. À la chute de Besançon Il gagne la ville de Lure avec certains de ses hommes.  D'autres hommes de son régiment sont signalés parmi les défenseurs de la ville de Luxeuil qui tombe le 2 juillet. Il commande donc la ville de Lure lors de son siège par le marquis de Renel. Il capitule le 3 juillet, après 3 jours de siège et 6 heures de pilonnages ininterrompus. Il parvient à nouveau à échapper aux Français et regagne vraisemblablement les Pays-bas espagnols. On perd alors sa trace. Il meurt deux ans plus tard à Valenciennes.